# Poienari (gmina Poienarii de Muscel)
Poienari – wieś w Rumunii, w okręgu Ardżesz, w gminie Poienarii de Muscel. W 2011 roku liczyła 1204 mieszkańców.